# Гора (Бориспільський район)
Го́ра, Хутір Гора — село в Україні у Бориспільському районі Київської області. Адміністративний центр Гірської сільської громади. 

## Географія
Село Гора розміщується на північний захід від Борисполя, всього за 2 км від околиці міста. Село витяглося вздовж магістральної автотраси Київ — Харків майже на 3 км. Місцевість ця піщаниста, малородючі поля оточують Гору з усіх сторін, лише із заходу до околиць наближається масив лісових насаджень.

## Історія
1911 року на хуторі Гора проживали 66 осіб (35 чоловічої та 31 жіночої статі).
До середини 20-х років село Гора не значилося на карті Бориспільського району. На той час на місці нинішнього села було кілька невеликих хуторів: Биковці, Васюхно, Бондарі, Касьяненки, Коньки, Коробки, Меньки, Момоти, Руднівка, Тагілай, Яцюти. Хутори ці поділялися на верхні й нижні та мали загальну назву — Горові хутори. Коли людей змусили переселитися з нижніх «На гору», до верхніх, утворився населений пункт хутір Гора, що згодом отримав статус села.
За переписом 1926 року, на всіх хуторах Гірської сільської ради проживало 756 людей.
У довоєнні роки в селі існував колгосп ім. Шевченка. Напад гітлерівської Німеччини перервав мирне життя села. З вересня 1941 року почалася нацистська окупація, яка тривала довгі два роки. Відвоювали село вояки 136-ї стрілецької дивізії російських окупантів під командуванням полковника І. Пузікова, зокрема 269-й стрілецький полк під командуванням підполковника С. Ф. Проценка.
Одразу після відвоювання Гори постало невідкладне завдання відбудувати зруйноване війною й обома окупантами село. Кожний із повоєнних років був роком тяжкої праці.
Від 1991 року Гора — у складі незалежної України.
27 жовтня 2009 року було освячено нову церкву на честь Покрови Божої Матері (Московського патріархату). 2010 року на території церкви зведено каплицю.

## Населення
Населення за даними перепису 2006 року становило 3 461 особа.

### Мовний склад
Рідна мова населення за даними перепису 2001 року:
| Мова            | Кількість | Відсоток |
| --------------- | --------- | -------- |
| українська      | 3207      | 92.66%   |
| російська       | 146       | 4.22%    |
| циганська       | 70        | 2.02%    |
| румунська       | 21        | 0.60%    |
| білоруська      | 4         | 0.12%    |
| угорська        | 2         | 0.06%    |
| вірменська      | 1         | 0.03%    |
| інші/не вказали | 10        | 0.29%    |
| Усього          | 3461      | 100%     |

## Інфраструктура
Сьогоднішня Гора — велике впорядковане сучасне село. Село газифіковане, має централізовану систему водопостачання. На території Гори розмістилися: дослідна станція утилізації стічних вод Інституту гідротехніки і меліорації, Бориспільське державне лісове господарство. Із соціальних закладів в селі є школа, ФАП, кілька магазинів, дитячий садок, відділення зв'язку.
Поблизу села Гора є пам'ятник жертвам Голодомору.

## Визначні земляки
На Гірських хуторах народився Петро Петрович Верна (1876—1966), відомий різьбяр по дереву, заслужений майстер народної творчості України.
Також у селі проживає відома українська журналістка Тетяна Чорновол. 

## Світлини

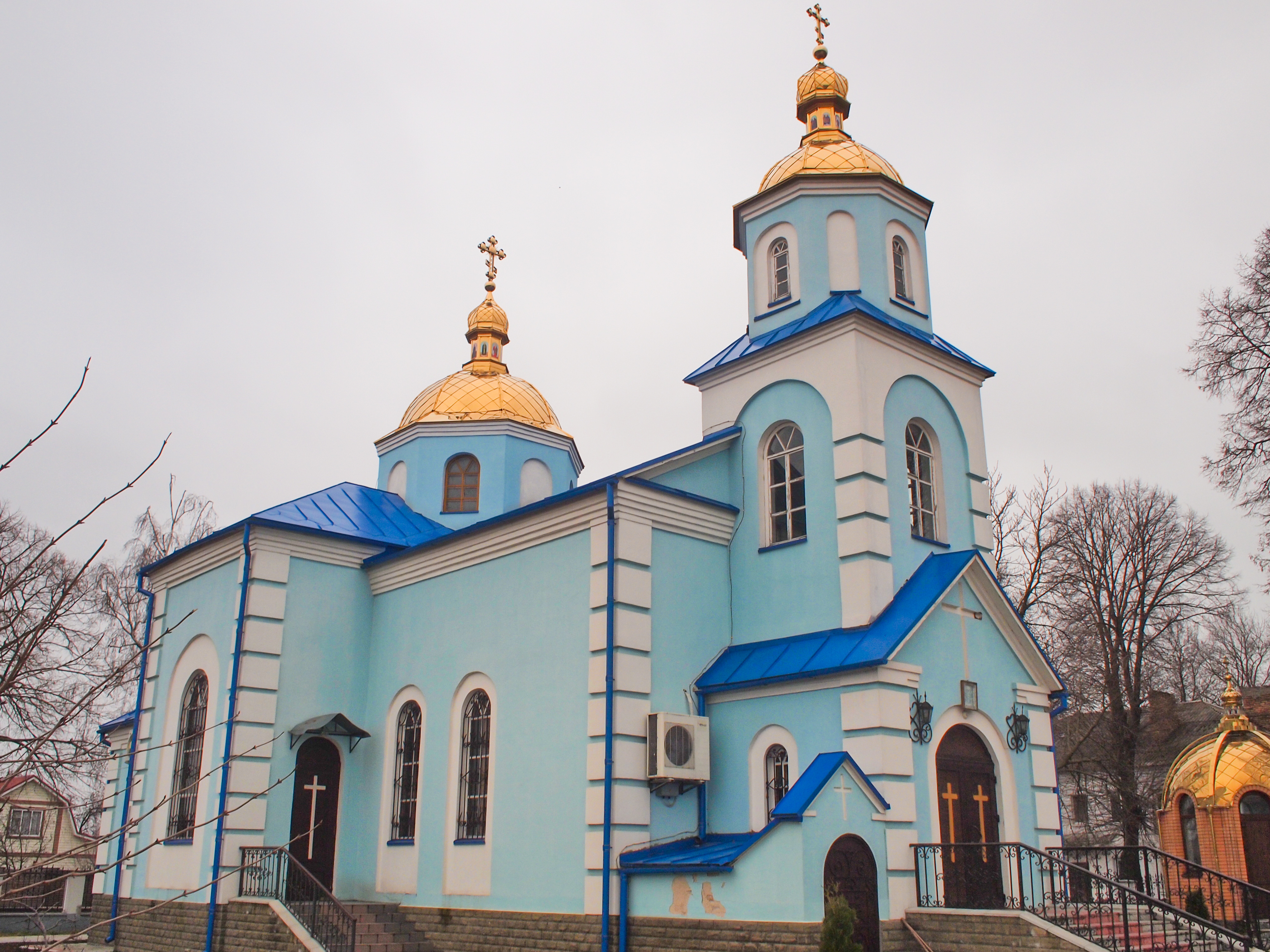
Храм Покрови Божої Матері, 2014
Меморіал пам'яті жертв Голодомору 1932—1933 років в селі Гора
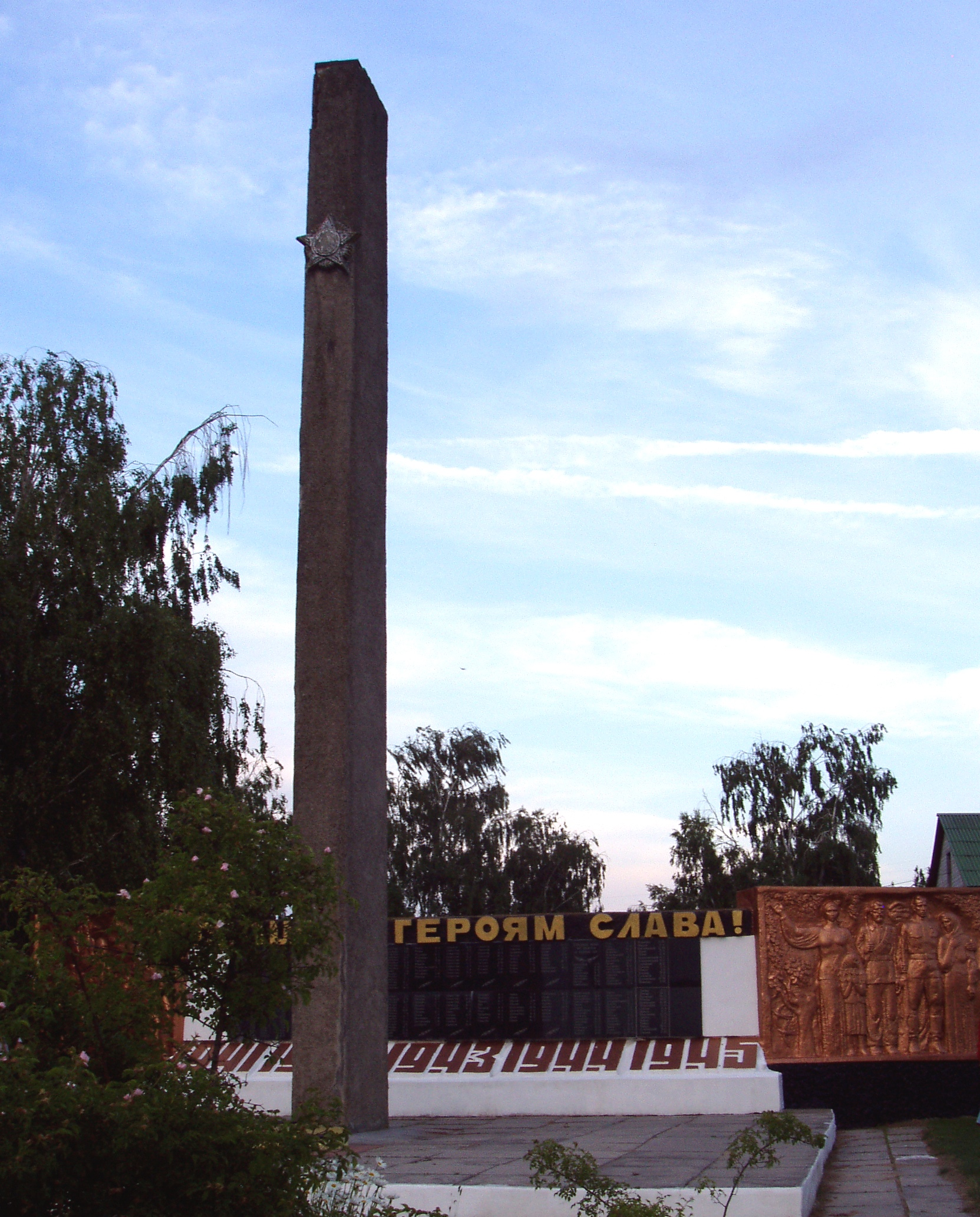
Могила солдата Радянської Армії і пам'ятник воїнам-односельцям, які загинули в роки Другої світової війни